# Terminologia interattiva per l'Europa
La Terminologia interattiva per l'Europa (in sigla TIAE o IATE, dall'inglese Inter-Active Terminology for Europe) è la banca dati terminologica interistituzionale dell'Unione europea, realizzata con l'obiettivo di offrire una banca dati interattiva unica per la consultazione, creazione e gestione dei dati terminologici, prima gestiti in modo separato dai diversi servizi di traduzione degli organismi europei. IATE offre un facile accesso pubblico e gratuito a fonti di accertata affidabilità e assicura la coerenza e l'attendibilità della terminologia, indispensabili per produrre testi chiari e privi di ambiguità.

## Storia
Il progetto è stato avviato nel 1999 dal Centro di traduzione degli organismi dell’Unione europea. Questo centro, istituito nel 1994 per offrire servizio di traduzione agli organismi comunitari decentralizzati, necessitava di una banca dati in Rete per fornire un'adeguata base terminologica ai propri clienti. La partecipazione si è immediatamente allargata alle istituzioni europee che hanno contribuito con le proprie banche dati terminologiche: Eurodicautom (Commissione), TIS (Consiglio), Euterpe (Parlamento). A quel punto il termine “Inter Agency”, visto l'ampliamento del progetto, era già obsoleto, ma è stato mantenuto fino al 2002 quando è stato modificato in “Inter-Active”. La variazione è avvenuta in modo spontaneo e appropriato, innanzitutto perché i terminologi erano ormai abituati a usare l'acronimo IATE senza preoccuparsi troppo di cosa significasse e quindi volevano mantenerlo. Inoltre era importante sottolineare il carattere interattivo della banca dati.
Lo sviluppo vero e proprio di IATE è iniziato nel 2000, e nell'agosto del 2001 è stato presentato un prototipo. Dopo i test iniziali si sono susseguite varie fasi pilota che hanno portato gradualmente allo sviluppo del sistema attuale che combina funzionalità e facilità d'uso. Nelle prime fasi il sistema utilizzava Oracle poi, a giugno del 2001, si è deciso di riorganizzarlo in HTML. Nel settembre del 2002, per contenere i costi e scongiurare ritardi, è stato adottato un metodo di sviluppo in cui un rappresentante per ogni istituzione lavorava direttamente con gli sviluppatori del sistema per risolvere i problemi e migliorarne la funzionalità.
Dall'estate del 2004 IATE viene utilizzata con piena funzionalità dalle istituzioni e dagli organi dell'Unione Europea per la raccolta, la diffusione e la gestione condivisa della terminologia specifica dell'UE. Il 28 giugno 2007 è stata aperta ufficialmente al pubblico ed è disponibile gratuitamente a chiunque sul web. Il sistema è concepito per essere utilizzato sia da utenti delle istituzioni europee (IATE Internal) sia dal pubblico generico (IATE Public). Al momento dell'apertura al pubblico, IATE contava 8,7 milioni di voci nelle 23 lingue ufficiali dell’UE. La quantità di contenuto varia secondo le lingue, principalmente in funzione del periodo di tempo durante il quale ciascuna lingua è stata lingua ufficiale dell'UE. L'obiettivo a lungo termine è un contenuto di uguale valore per tutte le lingue ufficiali.
Il Centro di traduzione degli organismi dell'Unione europea in Lussemburgo si occupa del funzionamento e della manutenzione di IATE. I costi di esercizio sono coperti dai bilanci delle istituzioni e degli organismi UE partecipanti.
Attualmente le seguenti istituzioni contribuiscono costantemente alla raccolta terminologica:
- Commissione europea
- Parlamento europeo
- Consiglio dell'Unione europea
- Corte di giustizia europea
- Corte dei conti europea
- Comitato economico e sociale europeo
- Comitato delle regioni
- Banca centrale europea
- Banca degli investimenti europea
- Centro di traduzione per le istituzioni dell'Unione europea

## Gestione

### Cooperazione inter-istituzionale
La produzione terminologica di IATE è gestita dall'unità di coordinamento terminologico ufficiale, TermCoord Archiviato il 30 gennaio 2019 in Internet Archive., che opera attraverso il contributo di oltre 100 traduttori professionisti con profili terminologici specializzati, consentendo un'archiviazione rapida ed efficiente di termini specialistici. Le voci di IATE sono costantemente monitorate grazie all'attività di TermCoord, mentre i vari progetti a tema, organizzati insieme e professionisti del settore linguistico, hanno lo scopo di migliorare e consolidare il contenuto. Il risultato è un continuo aumento del contributo delle istituzioni che partecipano alla raccolta terminologica.

### Gruppo di gestione
Il principale organo gestionale di IATE include i rappresentanti di tutte le istituzioni che collaborano alla sua realizzazione. Il gruppo si riunisce con cadenza bimestrale per discutere e prendere decisioni strategiche riguardanti le questioni più importanti come le politiche di cooperazione, le strategie di consolidamento e gli sviluppi tecnici. Per affrontare le questioni che richiedono competenze specifiche e tempi prolungati, vengono formate apposite task force.

## IATE Public
Chiunque può accedere a IATE Public poiché non è necessario registrarsi. Questo sistema permette di fare ricerche terminologiche ed eventualmente salvare le proprie preferenze.
Dallo schermo di ricerca è possibile inserire una query e selezionare la lingua di partenza e quella/e di destinazione (requisiti minimi). Sono invece opzionali la scelta del dominio, che segue la classificazione EUROVOC Archiviato il 1º dicembre 2017 in Internet Archive., e il tipo di ricerca: termine, abbreviazione o tutti.
I risultati vengono presentati in una lista, corredata di numero totale dei risultati, dominio a cui appartiene ogni termine e grado di affidabilità rappresentato da un certo numero di stelline colorate su quattro. È inoltre possibile accedere alla voce completa in cui si trovano, oltre alle informazioni già citate, la fonte, la data di inserimento ed eventuali commenti.

## IATE Internal
IATE Internal è accessibile solo a utenti registrati, quali traduttori, terminologi e amministratori delle istituzioni coinvolte nel progetto. Oltre alle funzioni di base, il sistema permette di visualizzare anche voci non verificate, informazioni confidenziali e di modificare dati, a diversi livelli in base al ruolo dell'utente. Nel profilo personale è inoltre possibile registrare le lingue di default per le future ricerche.

### Traduttori e terminologi
Appositamente pensato per i traduttori, lo schermo di ricerca semplice presenta comunque più opzioni rispetto a quello pubblico. Oltre ai requisiti minimi (query, lingua di partenza e lingua/e di destinazione) si può infatti specificare se si cercano «tutte le parole» o «qualsiasi parola», il tipo di ricerca (più scelta rispetto a IATE Public: termine/espressione, solo termine, solo espressione, abbreviazione o formula), il dominio, l'istituzione, la fonte e il grado di affidabilità. Per le esigenze dei terminologi esistono invece ulteriori opzioni avanzate, tra cui la ricerca in linguaggio pseudo-SQL, la possibilità di controllare la sintassi della query e di combinare la stringa con operatori booleani. 
 

Gli utenti registrati autorizzati dagli amministratori possono contribuire all'aggiunta di nuovi termini che, prima di essere pubblicati, vengono sottoposti a verifica. L'organo gestionale controlla se la fonte è attendibile (nei casi in cui è stato possibile indicarla), se il termine corrisponde al concetto e se gli standard di IATE sono stati rispettati.

### Amministratori
Tra gli utenti registrati a IATE Internal svolgono un'importante funzione gli amministratori, rappresentanti delle istituzioni coinvolte nel progetto. I loro compiti sono quelli di gestire gli utenti, mantenere i contatti con l'amministrazione centrale del sistema ed esportare dati per il riutilizzo in altre applicazioni, come ad esempio MultiTerm: un'applicazione separata di Trados che permette la creazione di schede terminologiche, bilingue o multilingue, applicabili alle traduzioni.

### Pre-IATE
Pre-IATE è una sorta di quaderno degli appunti per i «lavori in corso». Serve agli utenti interni per inserire le voci in fase di realizzazione. È stato creato con lo scopo di rendere le raccolte esterne accessibili agli utenti interni. Queste raccolte possono servire come «materiale grezzo» per le voci di IATE oppure per integrare le voci già esistenti. Gli utenti interni possono così avere accesso ai dati terminologici tramite un'unica interfaccia e renderli condivisibili anche in fase di raccolta dati, evitando ripetizioni e lavori sovrapposti. Inoltre, risulta molto semplice dal punto di vista tecnico, il trasferimento su IATE delle «voci grezze», precedentemente inserite dai traduttori in Pre-IATE.
Le voci di Pre-IATE sono salvate nella stessa base di dati delle entrate «normali» e sono contrassegnate come parte di Pre-IATE. Questo le rende visibili come entrate incomplete. Le entrate non ancora completate, non vengono visualizzate in IATE Public.